# Anaulacomera alfaroi
Anaulacomera alfaroi är en insektsart som beskrevs av Rehn, J.A.G. 1918. Anaulacomera alfaroi ingår i släktet Anaulacomera och familjen vårtbitare. Inga underarter finns listade i Catalogue of Life.